# Hospital General de Castelló
L'Hospital General Universitari de Castelló (HGUCS) és l'hospital de referència de Castelló de la Plana i de la seua província.
L'Hospital General és el principal centre de referència del Departament de Salut de Castelló. Disposa de pràcticament la totalitat d'especialitats medicoquirúrgiques accessibles a la sanitat pública.
Hospital dotat de 574 llits d'hospitalització, 19 d'Observació d'Urgències, sales d'operacions programades, 2 sales d'operacions d'urgències, un Hospital de Dia, una Unitat de Curta Estada i 50 consultes externes.
Compost per 8 plantes: soterrani, planta baixa i 6 plantes numerades i dividides cadascuna d'elles en seccions: A, B, C, D, E i F. La secció F està a l'edifici de l'Escola d'Infermeria, situat al nord del complex hospitalari.

## Història
La capital de la Plana no va disposar d'un hospital públic de referència per a ingressos fins a l'any 1967, quan Francisco Franco, va inaugurar la primera residència sanitària de Nostra Senyora del Sagrat Cor, hui més conegut com l'Hospital General, que va ser reinaugurat el 1986 pel ministre de Sanitat en aquell temps, Julián García Vargas. Les seues instal·lacions no han deixat de créixer i modernitzar-se tant en dotacions com en tecnologies, des de la seua creació.
En l'any 2015 l'equip de Coordinació de Trasplantaments de l'Hospital va dur a terme la seua primera donació per a una intervenció en asistòlia controlada amb una tècnica de donació anomenada també a cor aturat. Esta operació va permetre extreure els ronyons del donant i el seu trasplantament a altres pacients.